# Blannay
Blannay är en kommun i departementet Yonne i regionen Bourgogne-Franche-Comté i norra Frankrike. Kommunen ligger i kantonen Vézelay som tillhör arrondissementet Avallon. År 2022 hade Blannay 100 invånare.

## Befolkningsutveckling
Antalet invånare i kommunen Blannay
| Referens: INSEE |